# Ilex danielis
Ilex danielis là một loài thực vật có hoa trong họ Aquifoliaceae. Loài này được Killip & Cuatrec. mô tả khoa học đầu tiên năm 1955.